# Wojsławice (wieś w województwie lubelskim)

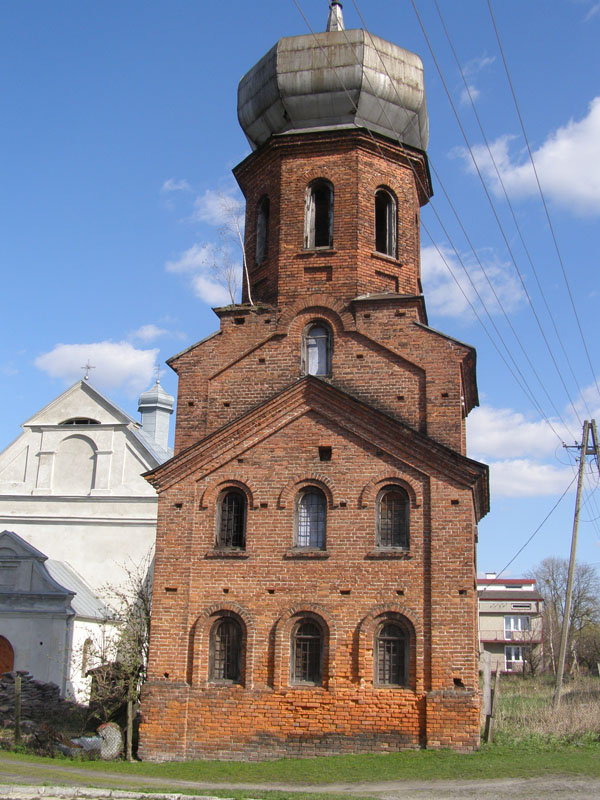
Dzwonnica cerkiewna w Wojsławicach

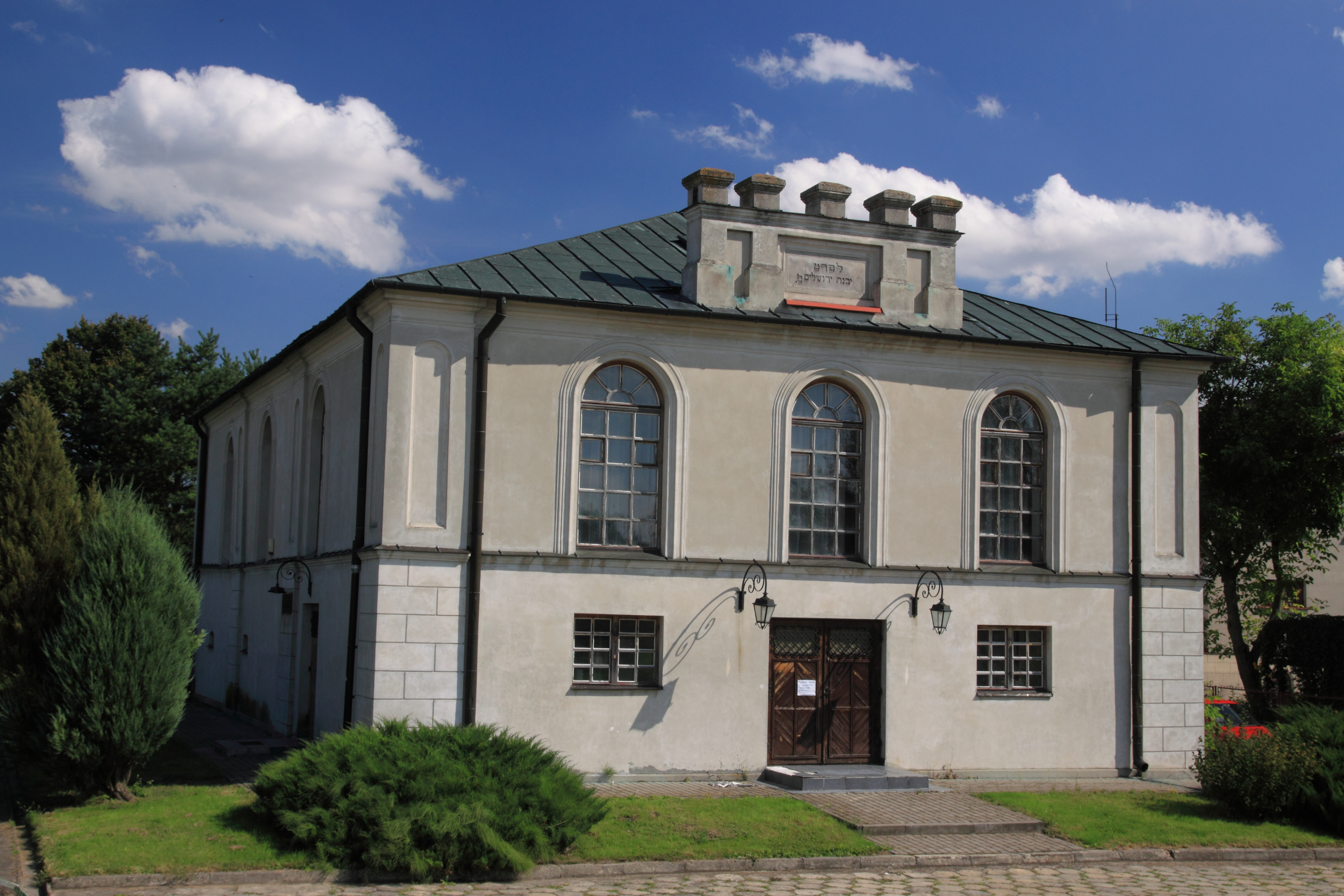
Synagoga w Wojsławicach

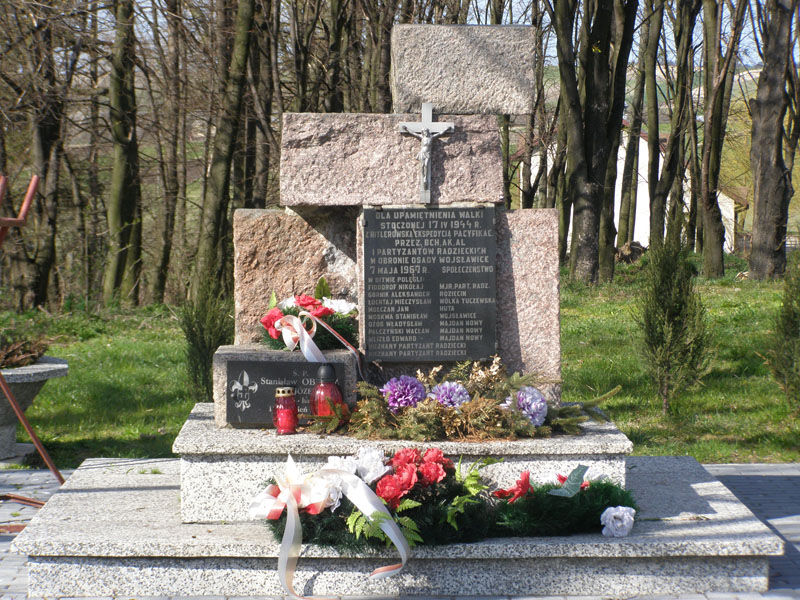
Pomnik ku czci partyzantów biorących udział w bitwie o Wojsławice

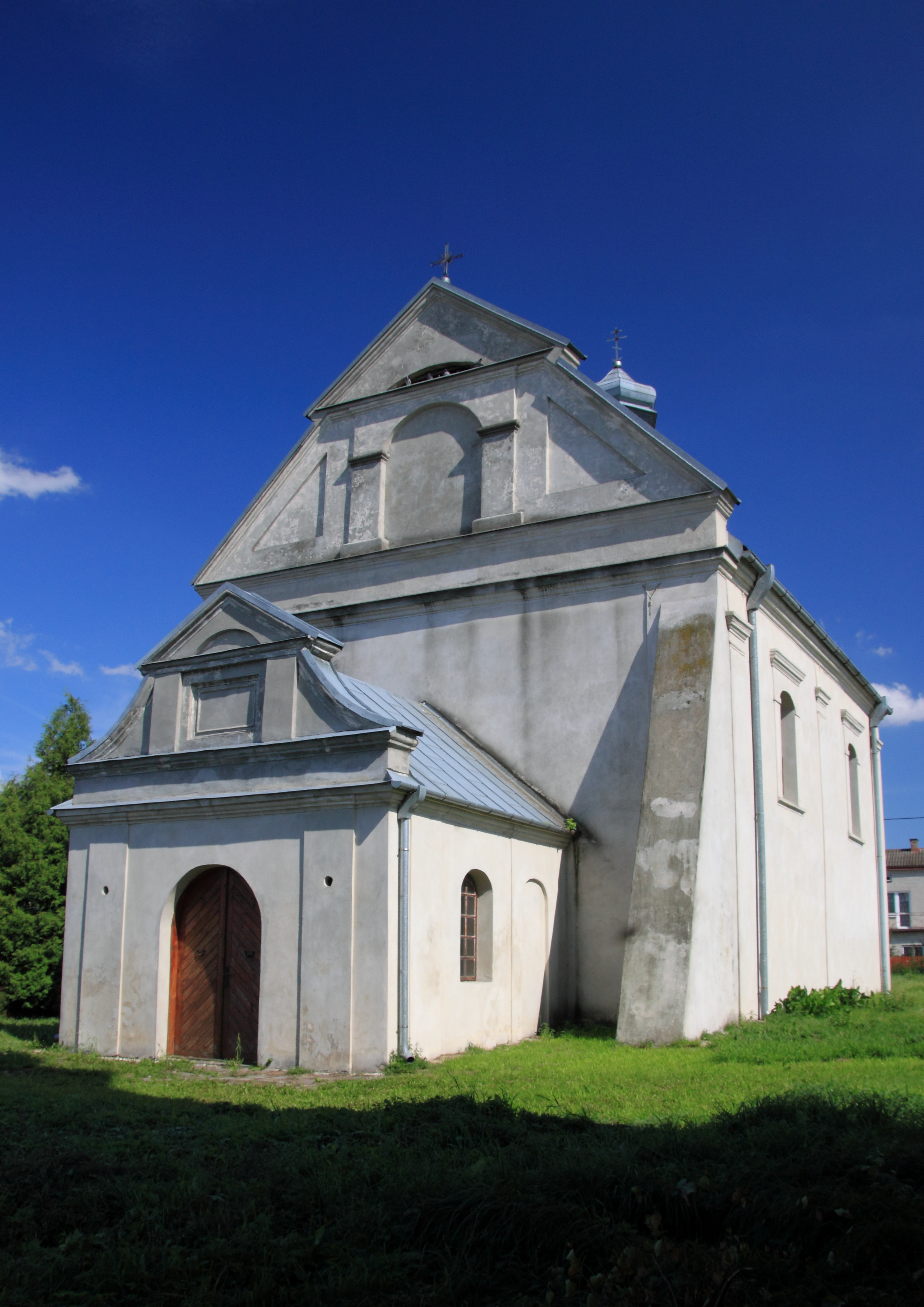
Cerkiew Kazańskiej Ikony Matki Bożej i św. Proroka Eliasza

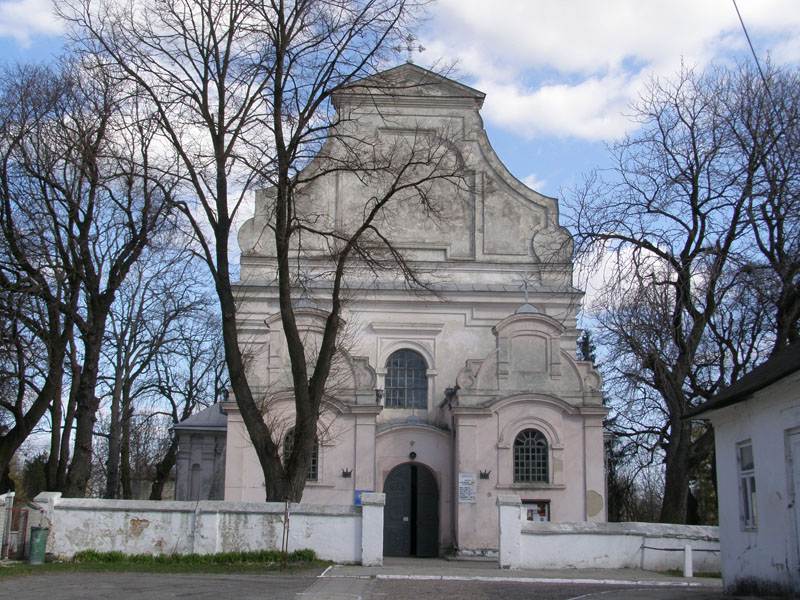
Kościół parafialny pw. św. Michała Archanioła

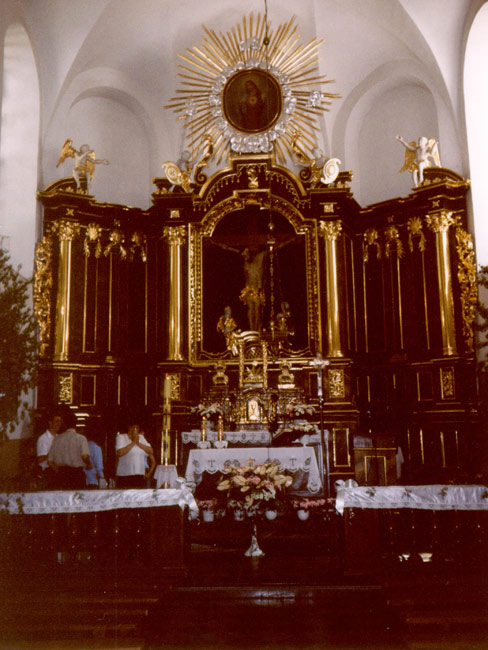
Wnętrze kościoła parafialnego pw. św. Michała Archanioła

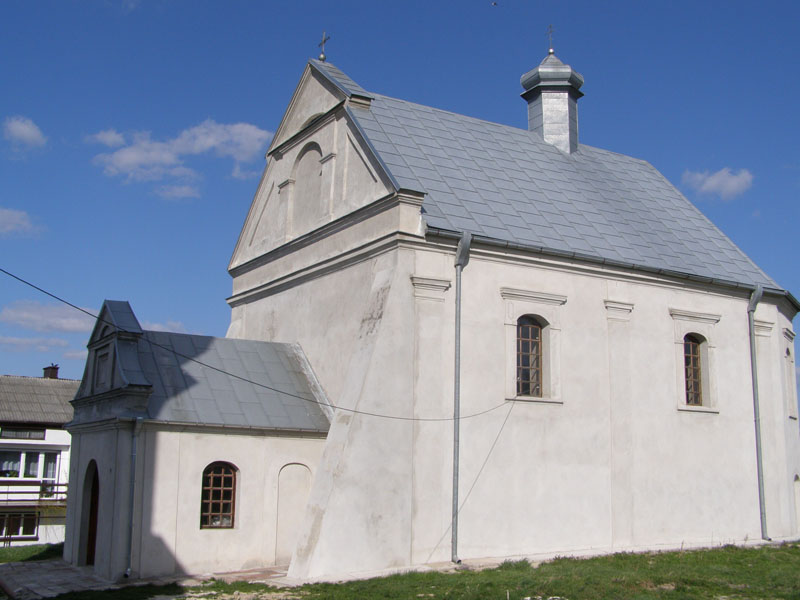
Cerkiew Kazańskiej Ikony Matki Bożej i św. Proroka Eliasza

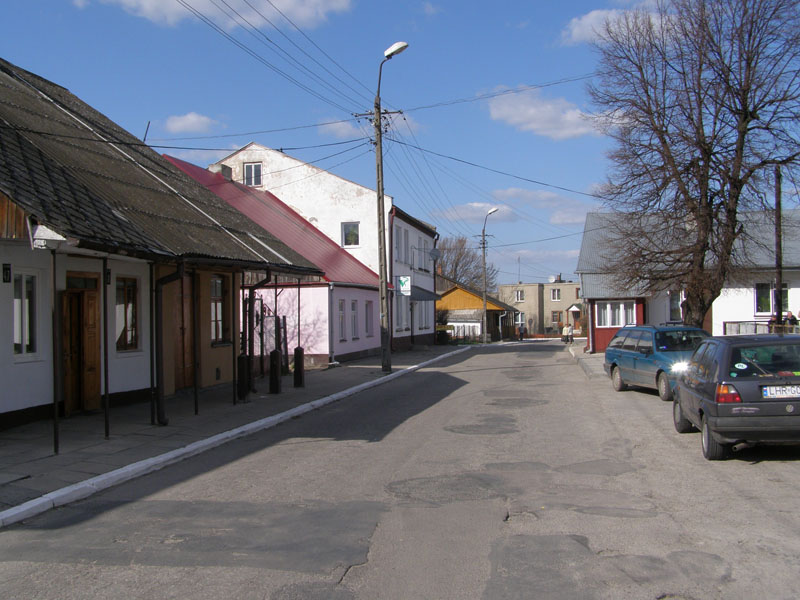
Rynek w Wojsławicach

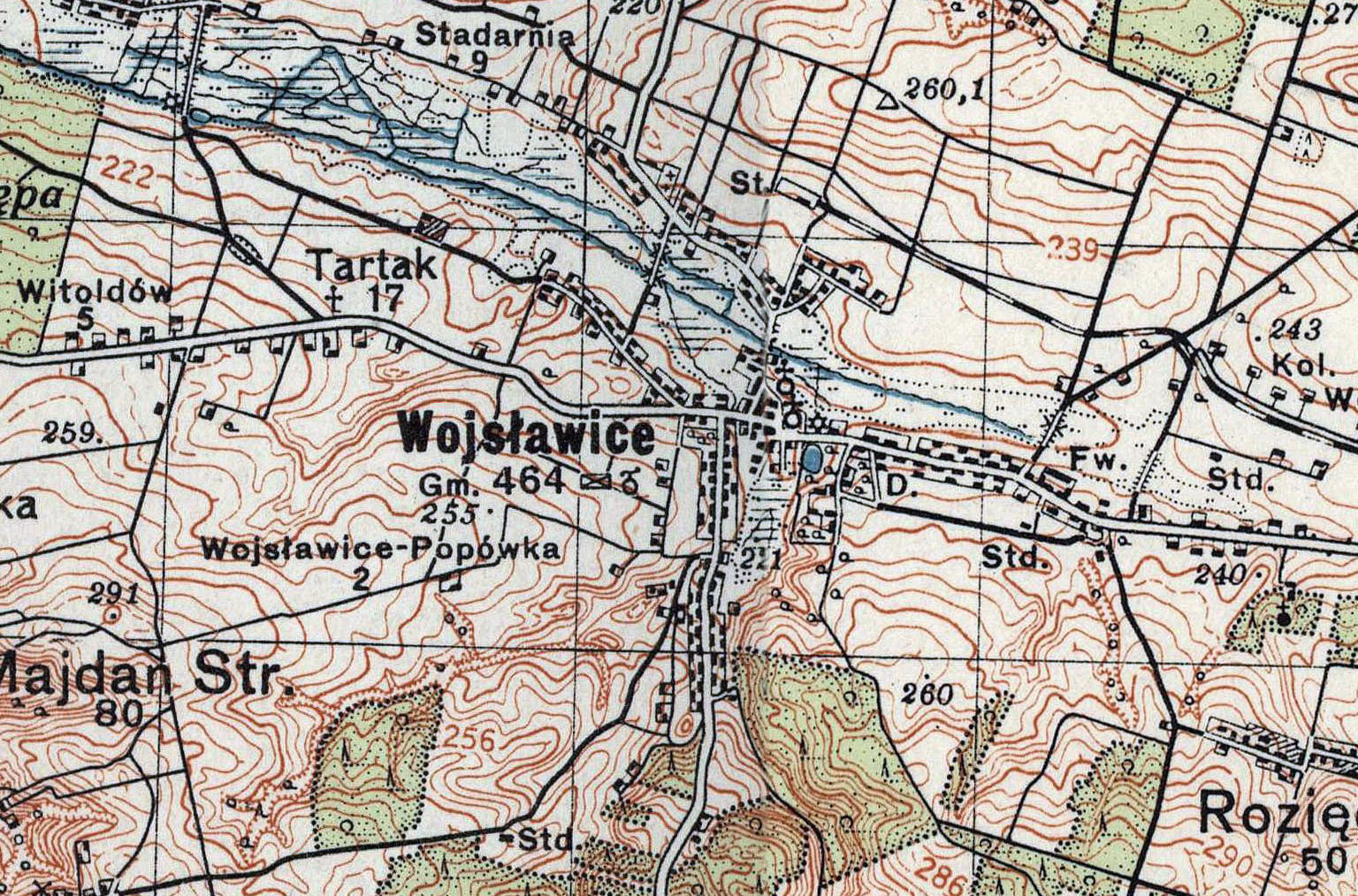
Mapa Wojsławic z 1933 roku

Wojsławice – wieś w Polsce położona w województwie lubelskim, w powiecie chełmskim, w gminie Wojsławice. Leży u źródeł rzeki Wojsławki (prawy dopływ Wieprza), na obszarze Działów Grabowieckich.
Dawniej miasto; uzyskały lokację miejską między 1437 a 1443 rokiem, zdegradowane w 1869 roku. W latach 1975–1998 miejscowość należała administracyjnie do województwa chełmskiego.
Wieś jest siedzibą gminy Wojsławice  oraz rzymskokatolickiej parafii św. Michała Archanioła w Wojsławicach. Jest administracyjnie podzielona na pięć sołectw. Według Narodowego Spisu Powszechnego z roku 2011 wieś liczyła 1509 mieszkańców i była największą co do liczby ludności miejscowością gminy.
Miejscowość w 2014 roku liczyła 1289 mieszkańców.
| SIMC    | Nazwa       | Rodzaj    |
| ------- | ----------- | --------- |
| 0110295 | Chełmska    | część wsi |
| 0110303 | Grabowiecka | część wsi |
| 1026875 | Podstawie   | część wsi |
| 1026898 | Popówka     | część wsi |
| 0110332 | Uchańska    | część wsi |
| 1026964 | Zagumienka  | część wsi |
| 1026987 | Zarowie     | część wsi |

## Historia
Osadnictwo w okolicach Wojsławic rozpoczęło się w okresie neolitu. Świadczy o tym kamienny grób skrzynkowy odkryty na polach wsi Poniatówka w 1934 roku, pochodzący z połowy pierwszego tysiąclecia p.n.e. W Wojsławicach znajdowano toporki, grociki z krzemienia, groby popielnicowe i wczesnośredniowieczne kurhany. Istnieją przypuszczenia, że zamek w Wojsławicach został wzniesiony w miejscu wcześniejszego grodu.
Najstarsza odnaleziona pisana wzmianka o Wojsławicach pochodzi z albumu studentów Akademii Krakowskiej z 1404 roku – zapisani są tam bracia Andreas, Nicolas, Johannes Roslay de Voyslawycze dioec. Chelmensis. W roku 1434 pojawia się wzmianka o Wojsławicach jako wsi należącej do katolickiej parafii kumowskiej.
Pierwszą znaną osobą związaną z historią Wojsławic był Pronko piszący się właśnie z tej wsi, występujący wśród szlachty ziemi chełmskiej od lat 20. XV w. Przed 1437 r. od niego nabył Wojsławice wraz z okolicznymi wsiami za 1200 grzywien wojewoda krakowski Jan z Czyżowa herbu  Półkozic, późniejszy kasztelan i starosta krakowski, w latach 1440-1447 namiestnik królów Władysława III Warneńczyka i Kazimierza Jagiellończyka w Małopolsce i na Rusi. Wkrótce po nabyciu tego majątku, przed 1443 rokiem, uzyskał on dla Wojsławic prawa miejskie. Czyżowski ufundował też drewniany kościół Najświętszej Maryi Panny i Wszystkich Świętych. Po bezpotomnej śmierci jego syna Jana w 1476 r. własność Wojsławic przeszła w ręce Zaklików herbu Topór. Przed 1516 r. powstało w Wojsławicach fortalicium – może tożsame z warownym zamkiem położonym ok. 500 m na południowy wschód od miasta, na niedużym wzniesieniu, tuż za dawnym stawem.
W roku 1445 odnotowana jest pierwsza wzmianka o wojsławickich Żydach. W 1446 roku zwołano tu sejmik ziemi chełmskiej, co sugeruje, że było to dobrze rozwinięte miasto. W 1490 roku Wojsławice najechali i częściowo zniszczyli Tatarzy. W 1497 roku zatrzymał się na zamku wielki mistrz krzyżacki Jan von Tieffen, idący z pomocą królowi Janowi Olbrachtowi w wyprawie wołoskiej. Następnie Wojsławice przeszły w drodze spadku w ręce Jakuba Zakliki.
Od 1499 roku były w posiadaniu Hieronima Zakliki Czyżowskiego herbu Topór. Zwolnił on mieszkańców na 10 lat od obowiązków względem miasta i pomógł w odbudowie. W 1508 roku potwierdził przywileje lokacyjne. W akcie powtórzenia lokacji miejskiej mowa jest o istniejącym w Wojsławicach kościele oraz trzech cerkwiach prawosławnych – św. Eliasza, św. Onufrego i św. Praksedy.
Od XVI w. w Wojsławicach funkcjonowała gmina żydowska, a Żydzi stanowili około 20% mieszkańców miasta. W 1531 r. synagoga wojsławicka płaciła 15 florenów podatku. Fakt, iż w 1576 r. Żydzi płacili już 60 florenów, wskazuje, że wojsławicka gmina żydowska, podobnie jak całe miasteczko, rozwijało się bardzo dynamicznie.
W 1629 roku miasto przeszło we władanie Janusza Tyszkiewicza, wojewody kijowskiego, a następnie jego spadkobierców. W 1636 roku z powodu pożaru spłonęły 64 domy. W XVII wieku w aktach grodzko-chełmskich odnotowano, że właścicielem Leszczan, Wólki Leszczańskiej i prawdopodobnie Maziarni był Andrzej Michał Kuropatnicki mieszkający we dworze w Wojsławicach. Kolejnym właścicielem miasta był Stefan Stanisław Czarniecki. W 1703 roku Wojsławice dziedziczy jego córka Zofia Aniela Potocka, żona Michała Potockiego – wojewody wołyńskiego.
W 1717 roku miejscowość zamieszkiwało 37% Żydów. Dzielnica żydowska usytuowana była w centrum miasta, w południowej części rynku. W 1761 przybyła do miasta żydowska sekta frankistów. W tym samym roku wygnano z Wojsławic ortodoksyjnych Żydów w wyniku oskarżenia o mord rytualny. Frankiści zdziesiątkowani czarną ospą ostatecznie opuścili miasto w 1763 roku. Ortodoksyjni Żydzi ponownie mogli się tu osiedlać od 1780 roku. Przy placu targowym, na południe od rynku, została stworzona dzielnica żydowska. W 1780 roku powstała tam murowana bożnica, którą rozebrano w 1981 roku. W 1890 roku zbudowano obok druga bożnicę. Na terenie gminy znajdowały się dwa cmentarze. W 1928 roku Żydzi stanowili już 57% ludności Wojsławic.
W 1779 roku miasto otrzymała w spadku Humbelina z Potockich Kurdwanowska. Ponieważ chciała szybko odbudować strawione kolejnym pożarem miasto, zezwoliła na ponowne osiedlenie się Żydów, dając im szereg ulg.
Zadłużone przez dzieci Humbeliny dobra odkupił Wojciech Poletyło, kasztelan chełmski, twórca magnackiej fortuny zwanej potocznie „państwem wojsławickim”. W rękach tej rodziny pozostały aż do 1923 roku. Poletyłowie powiększali majątek, skupując sąsiednie wsie i rozwijając gospodarkę rolną. W pierwszej połowie XIX wieku Alojzy Poletyło, senator Królestwa Kongresowego, rozbudował dwór oraz zbudował browar, gorzelnię, octownię, fabrykę sukna i fabrykę narzędzi rolniczych. We wsi Huta funkcjonowały huta szkła i piec wapienniczy. Miasto było bardzo zaniedbane: ulice i rynek nie posiadały bruków, brakowało studni, zabudowa była wyłącznie drewniana, chaotyczna, typu wiejskiego.
W 1863 roku oddział wojsk rosyjskich dokonał napadu na miasteczko. Splądrowano i zniszczono pałac Poletyłów. 13 stycznia 1870 r. pozbawiono Wojsławice praw miejskich.
W 1915 roku wieś stała się terenem działań wojennych. W najbliższej okolicy zginęło w walkach ok. 1400 żołnierzy rosyjskich i niemieckich. Kolejny pożar strawił część rynku, ulice Chełmską i Krasnystawską. Podupadł też majątek Poletyłów; na początku lat dwudziestych został rozparcelowany. Folwark rozpadł się, a park został wycięty. Przed II wojną światową Wojsławice liczyły ok. 3200 mieszkańców, w skład których wchodzili Polacy, Żydzi i Ukraińcy. W 1932 roku powstały w Wojsławicach dwie komórki KPP.
W czasie kampanii wrześniowej przez Wojsławice przechodziły liczne oddziały wojska polskiego ze składu Frontu Północnego idące z rejonu Chełma na południe, w stronę Zamościa i Tomaszowa, m.in. grupa operacyjna kawalerii gen. Andersa po walkach w rejonie Sawina. W Majdanie Ostrowskim 20 września 1939 roku stacjonowała 41 dywizja piechoty gen. W. Piekarskiego, przeprowadzając reorganizację. 25 maja 1940 roku SS rozstrzelało 12 osób, a 100 wywieziono do Niemiec. Wymordowano całkowicie miejscową ludność żydowską.
W Wojsławicach powstała siatka AK i BCh. W 1941 roku zorganizowano we wsi komórkę organizacji komunistycznej „Czerwona Partyzantka” (w 1942 roku działał oddział pod dowództwem „Jurka”). W okolicy działała również grupa partyzancka dowodzona przez Konstantego Mastalerza ps. Stary (bitwa pod Nowym Folwarkiem – czerwiec 1942; 10 kwietnia 1944 roku zniszczono niemiecki urząd pocztowy, inne akcje to likwidacja posterunków policji, urzędów gminnych i mleczarni kontyngentowych). W 1943 roku, w akcji prowadzonej przez Witolda Fałkowskiego ps. Wik, zniszczono urząd gminny w Wojsławicach, spalono wykazy kontyngentowe i rozbito mleczarnię.
17 kwietnia 1944 roku oddziały AK, BCh i AL, pod dowództwem por. Witolda Fałkowskiego „Wika” i komendanta miejscowego rejonu AK, stoczyły bitwę o Wojsławice. Zginął tu dowódca grupy partyzantów radzieckich major Nikołaj Fiodorow, odznaczony pośmiertnie gwiazdą Bohatera Związku Radzieckiego i Krzyżem Virtuti Militari oraz awansowany do stopnia podpułkownika. Była to najpoważniejsza akcja zbrojna na terenie powiatu chełmskiego w czasie okupacji. W hołdzie partyzantom, którzy polegli w bitwie o Wojsławice, wystawiono pomnik przy ulicy Uchańskiej, obok domu kultury.
- Osobny artykuł: Bitwa pod Wojsławicami.

Wojsławice zostały wyzwolone 24 lipca 1944 roku przez oddziały 3 Armii Gwardyjskiej I Frontu Ukraińskiego. 8 marca 1945 roku grupa „Sokoła” dokonała w lesie wojsławickim zasadzki na grupę operacyjną z Komendy Powiatowej MO w Chełmie. W walce zginęło 6 milicjantów (dla upamiętnienia poległych w 1969 r. wmurowano tablicę pamiątkową w budynku Urzędu Gminy). Po wojnie na terenie gminy działały oddziały UPA.
W 1947 roku Wojsławice zostały zelektryfikowane, a w 1962 roku zbudowano wodociąg. Powstał również ośrodek zdrowia przy ulicy Uchańskiej, obecnie zamknięty. W 1957 roku wzniesiono na gruzach pałacu Poletyłów szkołę, która funkcjonuje do dziś. Przy ulicy Uchańskiej w 1968 wybudowano Gminny Dom Kultury.
12 maja 1985 roku gmina została odznaczona Orderem Krzyża Grunwaldu III klasy.
W Wojsławicach mieści się regionalna Izba Pamięci w Gminnym Centrum Kultury, przechowująca eksponaty z dziedziny archeologii, historii i etnografii. W lipcu 2003 roku z Izby Pamięci skradziono siedem obrazów pochodzących z XVIII-XX w.

## Architektura

### Układ
W środku Wojsławic znajduje się czworokątny rynek. Zabudowany jest budynkami drewnianymi i murowanymi ustawionymi kalenicowo. W kilku budynkach zachowały się jeszcze podcienie. We wsi został zachowany dawny układ urbanistyczny, w którym rynek spełnia funkcje handlowe i usługowe, a ulice podmiejskie mają charakter wiejski.

### Chałupy
Typowa wojsławicka chałupa posiada ściany z bali w zrąb na węgły z ostatkami. Dachy są czterospadowe lub z półszczytem górnym, kryte słomą. Również stodoły i obory mają czterospadowe dachy. Im starsza chałupa, tym dach jest bardziej stromy (do ok. 60 stopni). Gospodarstwa mają zabudowę typu okólnikowego, czyli budynki tworzą zwarty czworobok z dziedzińcem wewnątrz.

## Zabytki
- zespół kościelny: kościół parafialny pw. św. Michała Archanioła (1595–1608), wraz z wyposażeniem w zabytki ruchome, dzwonnica z II połowy XVIII w., plebania z połowy XIX w. oraz zabytkowy drzewostan w granicach cmentarza kościelnego
- cmentarz żydowski
- układ urbanistyczny wsi
- zamczysko średniowieczne z pozostałościami umocnień ziemnych
- murowane kapliczki stojące u wylotu ulic (wybudowane w 1762 roku przez Mariannę Potocką: św. Barbary, św. Michała, św. Elżbiety, św. Jana Nepomucena, św. Floriana)
- Nowa Synagoga w Wojsławicach, zbudowana w 1903 roku (niektóre źródła podają 1890-1894), przerobiona na magazyn w 1950 roku. Piętrowy budynek murowany z cegły. Na piętrze babiniec w formie chóru. Zachowało się pozorne sklepienie drewniane z gzymsami i koronkowymi fryzami oraz z rozetą na środku.
- Cerkiew prawosławna (dawniej greckokatolicka) z 1771 roku, pw. św. Eliasza Proroka (ilijska), ufundowana przez Mariannę z Daniłowiczów. Murowana z cegły, otynkowana, barokowa, jednonawowa z wielobocznie zamkniętym prezbiterium. Posiada kruchtę i zakrystię. Drewniany chór wsparty jest na dwóch murowanych filarach. Ściany zewnętrzne cerkwi rozczłonkowane pilastrami toskańskimi podpierającymi profilowany gzyms. Dach kryty blachą z wieżyczką, przykryty cebulastym hełmem. Dzwonnica cerkiewna wzniesiona została na krótko przed I wojną światową. Obecnie świątynia należy do parafii w Chełmie.
- Szkoła żydowska – parterowa, murowana, z cegły, wzniesiona po 1780 roku jako synagoga, od końca XIX wieku, po oddaniu do użytku nowej synagogi, pełniła funkcję domu modlitwy i szkoły. W 1940 przebudowana na młyn. W 1945 roku przeznaczona na magazyn. W roku 1981 rozebrana.
- Dawna szkoła elementarna (ul. Krasnystawska 17), wzniesiona w latach czterdziestych XIX wieku. Murowany, parterowy budynek ze stromym dachem krytym blachą.
- Budynek urzędu gminy – podworski z połowy XIX wieku, parterowy, murowany, od frontu ganki kolumnowe oraz dach dwuspadowy kryty blachą (urząd gminy obecnie przeniósł się do nowego budynku).
- Czworaki podworskie (ul. Uchańska nr 6, 8 i 10), wzniesione po roku 1830, drewniane, otynkowane, parterowe, z dachem dwuspadowym, kiedyś kryte gontem.
- Pomnik Kościuszki u wylotu ulicy Uchańskiej – kamienny obelisk wzniesiony w 1905 roku na cześć cara Aleksandra II. W 1918 roku na jego cokole ustawiona została kuta w kamieniu postać Tadeusza Kościuszki.
- Zamczysko – wzniesienie na południowy wschód od rynku, ok. 500 m za dawnym stawem. Ma wysokość ok. 15 m w stosunku do sąsiadujących łąk. Od południa graniczy z głębokim wąwozem od Mamczej Góry, od wschodu łąki łagodnym zboczem łączą się z przyległymi ogrodami. Na pagórku znajdują się ruiny zarośnięte krzewami i zasypane ziemią. Odsłonięty jest jedynie fragment muru fundamentowego z cegły gotyckiej oraz widoczne resztki wałów. Jest tutaj również zasypane gruzem wejście do piwnic. W 1794 roku istniał tu park i zespół pałacowy Poletyłów z końca XVIII wieku utrzymany w stylu klasycystycznym. Park zniszczono w okresie międzywojennym, a pałac zdewastowano w 1958 roku i zbudowano budynek szkoły. Naprzeciwko szkoły istnieją jeszcze resztki zabudowań folwarcznych. Obecnie wzgórze jest użytkowane jako sad. Wiosną roku 2006 Stowarzyszenie Panorama Kultur ustawiło na powierzchni wzgórza makietę wczesnośredniowiecznego grodu obronnego, która posłużyła jako scenografia pokazów walk i obyczajów wczesnośredniowiecznych podczas Dni Jakuba Wędrowycza.

## Wspólnoty wyznaniowe
- Kościół rzymskokatolicki:
  - parafia św. Michała Archanioła
- Polski Autokefaliczny Kościół Prawosławny:
  - cerkiew Kazańskiej Ikony Matki Bożej i św. Proroka Eliasza – filialna parafii Świętego Apostoła Jana Teologa w Chełmie
- Świadkowie Jehowy:
  - zbór Wojsławice (Sala Królestwa ul. Krasnystawska 19A)[18].

## Szlaki turystyczne
- Szlak Tadeusza Kościuszki
- Szlak Renesansu Lubelskiego

## Wojsławice w kulturze
- Wojsławice znane są z twórczości literackiej Andrzeja Pilipiuka, który umieścił tu akcję swoich opowiadań o przygodach zamieszkującego w sąsiednim Starym Majdanie wiejskiego egzorcysty i bimbrownika, Jakuba Wędrowycza.

## Odznaczenia
- Order Krzyża Grunwaldu III klasy (1985)[19]